# John Robert Clynes
John Robert Clynes, znany także jako J.R. Clynes (ur. 27 marca 1869 w Oldham, zm. 23 października 1949 w Londynie) – brytyjski polityk i działacz związków zawodowych, członek Partii Pracy, minister w rządach Davida Lloyda George’a i Ramsaya MacDonalda.
Był synem Patricka Clynesa. W wieku 10 lat rozpoczął pracę w miejscowym warsztacie tkackim. W 1892 r. brał udział w organizowaniu Lancashire Gasworkers' Union. Wstąpił do Niezależnej Partii Pracy i brał udział w konferencji w 1900 r. na której powołano Labour Representation Committee, z którego wykształciła się Partia Pracy.
W 1906 r. Clynes wygrał wybory do Izby Gmin w okręgu Manchester North East. Szybko stał się jednym z najaktywniejszych laburzystowskich deputowanych i w 1910 r. został wiceprzewodniczącym partii. Był zwolennikiem brytyjskiego zaangażowania w I wojnę światową. W 1917 r. został parlamentarnym sekretarzem w Ministerstwie Kontroli Żywności, a w 1918 r. stanął na czele tego resortu.
Po wojnie Clynes został liderem Partii Pracy. Na tym stanowisku poprowadził partię do wyborów 1922 r. w której laburzyści zwiększyli swój stan posiadania z 52 mandatów do 142. W wyniku tych wyborów do parlamentu powrócił dawny lider Partii Pracy Ramsay MacDonald (zrezygnował on z tego stanowiska w 1914 r. w proteście przeciwko przystąpieniu Wielkiej Brytanii do wojny), który wystartował w tegorocznych wyborach na lidera partii i pokonował w nich Clynesa.
W pierwszym rządzie MacDonalda w 1924 r. Clynes był Lordem Tajnej Pieczęci i wiceprzewodniczącym Izby Gmin. W drugim rządzie w latach 1929–1931 był ministrem spraw wewnętrznych. W 1931 r. opowiedział się przeciwko powołaniu rządu narodowego i wraz z większością laburzystowskich deputowanych przeszedł do opozycji. Przegrał wybory parlamentarne w 1931 r., ale powrócił do Izby Gmin w roku 1935. Reprezentował wówczas okręg wyborczy Manchester Platting. W parlamencie zasiadał do 1945 r., kiedy to wycofał się z życia publicznego.